# Vychladnutie
Vychladnutie é um filme de drama eslovaco de dirigido e escrito por György Kristóf. Protagonizado por Judit Bárdos e Attila Bocsárszky, estreou no Festival de Cannes 2017, no qual competiu para Un certain regard.

## Elenco
- Judit Bárdos - filha
- Attila Bocsárszky - Pista
- Éva Bandor - esposa
- Guna Zarina - Gaida
- Ieva Norvele - ativista